# Esencialismo
El esencialismo es un término que engloba las doctrinas ocupadas en describir la esencia, lo que hace que un ser sea lo que es, por oposición a las contingencias —lo que es accidental, cuya ausencia no cuestiona la naturaleza de este ser—, la condición o la identidad del objeto o individuo. El esencialismo ha sido controvertido desde sus comienzos. Tanto Sócrates como Platón ya cuestionaron la noción al sugerir, en el Parménides, que si aceptamos la idea de que cada cosa o acción participa de una esencia, entonces también debemos aceptar la "existencia de esencias separadas" para sus componentes. El papel y valor real del esencialismo en la biología todavía es un tema de debate. En sociología, el esencialismo ha servido a menudo como base para legitimar diferencias discriminatorias entre los seres humanos alegando a su esencia, tales son los casos de homofobia, racismo, misoginia y segregacionismo en general. En general, las diferentes teorías esencialistas definen a un grupo a través de un pequeño conjunto de propiedades fijas ignorando el resto de condiciones bajo las cuales emerge su identidad.

## Esencialismo en biología
Para los biólogos, el esencialismo es una concepción según la cual diversas especies animales y vegetales difieren entre sí por esencia, lo que implica el reconocimiento de discontinuidades en la naturaleza. Esta concepción se opone al nominalismo, según el cual sólo los individuos y las poblaciones de individuos existen, considerando que las categorías son sólo unas abstracciones construidas por el ser humano en el seno de un vasto continuum de formas en la naturaleza [cita requerida].

## Esencialismo pictórico
El esencialismo pictórico es un movimiento argentino fundado en 1984 por Heriberto Zorrilla acompañado por Helena Distéfano.

## Esencialismo filosófico
En filosofía, el esencialismo es el nombre de la concepción del hombre que se opone al existencialismo y al nominalismo. El esencialismo filosófico supone que la esencia de una cosa precede a su existencia. Sin negar ni afirmar el libre albedrío eventual del individuo, lo hace tributario de algunos determinismos de los cuales no puede fácilmente separarse y que por lo tanto lo definen en parte.
El esencialismo tiende a reactualizar un debate que opone la naturaleza y la cultura. Este esencialismo sirve de base ideológica para el segregacionismo que, basándose en la falacia naturalista (si es natural, es bueno), se apoya en diferencias presuntas de "naturaleza" entre los seres humanos, divide la sociedad en entidades distintas, a menudo jerarquizadas entre ellas, y les atribuye características, aptitudes, un papel social o unos estatutos específicos,  Según los criterios retenidos para establecer estas discriminaciones, hablaremos entonces de sexismo, racismo, homofobia u otros tipos de segregacionismo.

## Esencialismo de género
En teoría feminista y estudios de género, el esencialismo de género es la atribución de una cualidad fija a hombres y mujeres. Desde esta perspectiva, se asume que la naturaleza femenina es universal y que se identifica con aquellas características consideradas como específicamente femeninas. A estas ideas de feminidad se les suele dar carácter biológico junto con características psicológicas, como los cuidados, la empatía, el afecto y la no competitividad.